# Procedural hukommelse
Den proceduelle hukommelse er en mere evnebaseret form for hukommelse. Eksempelvis når man kan cykle, spille tennis eller køre bil, er det fordi det er en evne, man har tilegnet sig.
En fodboldspiller kan eksempelvis være vældigt begavet på banen (proceduel hukommelse), men behøver ikke nødvendigvis at være særligt god som træner, da dette kræver en anden type hukommelse (deklarativ hukommelse).
| Psi | Spire Denne artikel om psykologi er en spire som bør udbygges. Du er velkommen til at hjælpe Wikipedia ved at udvide den. |